# Падувере
Па́дувере (ест. Paduvere küla) — село в Естонії, у волості Йиґева повіту Йиґевамаа.

## Населення
Чисельність населення на 31 грудня 2011 року становила 29 осіб.

## Географія
Село розташоване на відстані приблизно 10 км на північний захід від міста Йиґева. На північний захід від Падувере лежить велике село Ваймаствере. Відстань між центрами двох населених пунктів — 3 км. Поблизу Падувере проходить автошлях 39 (Тарту — Йиґева — Аравете).
Поруч з селом тече струмок (Paduvere oja).

## Історія
У I–II століттях на місці села було поселення залізної доби.
Перші згадки про село датуються 1534 роком, тоді воно мало назву Paddover.

## Пам'ятки
- Жертовник (жертовний камінь) (Paduvere ohvrikivi)[2];
- Жертовне джерело (Paduvere ohvriallikas)[3];
- Кам'яні могили (kivikalme);
- Фермерський музей (Paduvere talumuuseum), заснований у 2001 році, представляє повсякденне життя сільського господарства 18-го століття.